# Episodi de L'esercito delle 12 scimmie (quarta stagione)
La quarta stagione della serie televisiva L'esercito delle 12 scimmie, composta da 11 episodi, è stata trasmessa in prima visione sul canale via cavo statunitense Syfy dal 15 giugno al 6 luglio 2018.
In Italia la stagione è inedita.
| nº | Titolo                   | Titolo italiano | Prima TV USA   | Pubblicazione Italia |
| -- | ------------------------ | --------------- | -------------- | -------------------- |
| 1  | The End                  |                 | 15 giugno 2018 |                      |
| 2  | Ouroboros                |                 | 15 giugno 2018 |                      |
| 3  | 45 RPM                   |                 | 15 giugno 2018 |                      |
| 4  | Legacy                   |                 | 22 giugno 2018 |                      |
| 5  | After                    |                 | 22 giugno 2018 |                      |
| 6  | Die Glocke               |                 | 22 giugno 2018 |                      |
| 7  | Daughters                |                 | 29 giugno 2018 |                      |
| 8  | Demons                   |                 | 29 giugno 2018 |                      |
| 9  | One Minute More          |                 | 29 giugno 2018 |                      |
| 10 | The Beginning Part 1 e 2 |                 | 6 luglio 2018  |                      |
| 11 | The Beginning Part 1 e 2 |                 | 6 luglio 2018  |                      |